# 273 av. J.-C.
Cette page concerne l'année 273 av. J.-C. du calendrier julien proleptique.

## Événements
- 13 avril (21 avril du calendrier romain) : début à Rome du consulat de Caius Fabius Dorso Licinus et Caius Claudius Canina (pour la seconde fois)[1].
  - Ambassade romaine à Alexandrie, probablement destinée à encourager Ptolémée II, qui a des ambitions en Grèce, à occuper Pyrrhus et à l’empêcher de retourner en Italie[2]. Rome et l'Égypte signent un accord commercial.
  - Le consul Claudius défait les Samnites, les Bruttiens et les Lucaniens[1]. Rome s’empare de Paestum et y fonde une colonie de droit romain[2].
  - Création de la colonie romaine de Cosa, près de Vulci, en Étrurie[1].
  - Les Romains et leurs alliés prennent la ville étrusque de Caere (Cerveteri)[3].

- En Inde, mort de l’empereur Maurya du Magadha Bindusâra ; les chroniques de Ceylan rapportent une guerre de succession entre ses fils. Ashoka, du vivant de son père a été d’abord vice-roi à Taxila, dans le Nord-Ouest, où il aurait réussi à réprimer un soulèvement, puis à Ujjayinî (Ujjain dans le Madhya Pradesh). À la mort de Bindusâra, il retourne dans la capitale, où il aurait battu et tué son frère Susima pour monter sur le trône, puis tué ses 99 frères nés des différentes épouses de Bindusâra. Cet épisode est contesté. Il est couronné en 269 av. J.-C.. Cette période de quatre ans est interprétée différemment selon les historiens[4].

## Naissances en 273 av. J.-C.
- Kōgen, empereur légendaire du Japon.

## Décès
- Appius Claudius Caecus, homme politique romain.
- Bindusâra, roi Maurya.